# Sin
Sin je neposredni moški potomec.
Besedo sin se uporablja tudi v nekaterih drugih situacijah, zlasti če gre za izrazito pozitiven čustveni odnos to določene moške osebe:
- očim ali mačeha lahko pasorku reče sin
- krušni starši oziroma rejniki lahko posvojencu oziroma rejencu rečejo sin
- tast ali tašča lahko zetu reče sin
- duhovnik lahko verniku-laiku reče sin
- na splošno lahko starejša oseba reče mlajšemu moškemu sin ali sinko, če želi poudariti svojo pokroviteljsko vlogo

Beseda Sin z veliko začetnico v krščanstvu po navadi označuje Jezusa Kristusa - Božjega Sina.

## »Sin«v priimkih
V številnih jezikih se izraz, ki pomeni »sin« pojavlja v priimkih:
- v angleščini -son, npr: Jeffersson (Jeffreyev sin), Wilson (Willov sin), ipd.
- v skandinavskih jezikih -son ali -sen, npr: Eriksson (Erikov sin), Christensen (Christenov sin), ipd.
- v arabščini ibn ali bin, npr.: bin Laden (Ladnov sin), ipd.
- v hebrejščini ben ali bar, npr.: Bartolomej (Tolomejev sin), Ben Gurion (Gurionov sin), ipd.

V nekaterih jezikih se za isti pomen uporablja tudi končnica ali predpona, ki sicer ne pomeni dobesedno »sin«:
- v škotščini Mc- ali Mac-, npr.: McGregor (Gregorjev sin), MacAdam (Adamov sin), ipd.
- v irščini O'-, npr.: O'Neal (Nealov sin), ipd.
- v španščini -ez in v portugalščini -es, npr.: Gonzalez (Gonzalov sin), Fernandes (Fernandov sin), ipd.
- v slovanskih jezikih -ič, v nekaterih zlasti -vič: Petrič, Petrovič (Petrov sin), Pavlič (Pavlov sin), Ilič (Ilijev sin), Mihajlovič (Mihajlov sin), ipd.

## Mitologija
- Sīn, Suen ali Nana je bil mezopotamski bog lune.